# Sacquenville
Sacquenville é uma comuna francesa na região administrativa da Normandia, no departamento de Eure. Estende-se por uma área de 10,05 km². Em 2010 a comuna tinha 1 299 habitantes (densidade: 129,3 hab./km²).